# ولنات کریک (کارولینای شمالی)
ولنات کریک (به انگلیسی: Walnut Creek) شهری در ایالت کارولینای شمالی کشور ایالات متحده آمریکا است که جمعیت آن در سرشماری سال ۲۰۱۰ میلادی، ۸۳۵ نفر بوده‌است.